# Škoda 15TrR
Škoda 15TrR je český dvoučlánkový trolejbus, který vznikl modernizací staršího vozu Škoda 15Tr.

## Historie
Jednou z příčin modernizace kloubových trolejbusů 15Tr na typ 15TrR je dlouhé čekání na moderního následovníka tohoto typu. Přestože prototyp nízkopodlažního dvoučlánkového trolejbusu 22Tr byl vyroben již v roce 1993, do sériové výroby (která navíc netrvala příliš dlouho) se dostal až v roce 2002. Proto dopravní podniky v tomto mezidobí hledaly řešení jak v podobě nákupu modernizovaných vozů Škoda 15TrM, tak i v rekonstrukcích starších trolejbusů na typ 15TrR.
U některých provozovatelů jsou modernizované vozy 15TrR označovány jako 15TrM, nebo nejsou od nerekonstruovaných vozů odlišeny vůbec.

## Modernizace
Vozy 15Tr byly při rekonstrukci na typ 15TrR odstrojeny až na holý skelet, který byl nově opískován. Byla dosazena nová čela dle návrhu Ing. arch. Patrika Kotase, která již v sobě mají zabudovaná tabla informačního systému. Dále byl upraven interiér vozů a stanoviště řidiče. Osazeny byly rovněž i nové laminátové sběrače. Kromě výše zmíněného bylo provedeno množství dalších drobných změn a výměn prvků za nové.

## Provoz
Modernizace na typ 15TrR probíhají od roku 1999.
| Současný stát | Město            | Článek | Roky modernizace | Počet vozů | Poznámky                                                                                    | Zdroj |
| ------------- | ---------------- | ------ | ---------------- | ---------- | ------------------------------------------------------------------------------------------- | ----- |
| Česko         | Brno             | článek | 2002–2006        | 8          | označeny jako 15TrM                                                                         | [ 1 ] |
| Česko         | České Budějovice | článek | 2000–2011        | 35         | označeny jako 15TrM                                                                         | [ 2 ] |
| Česko         | Ostrava          | článek | 1999–2003        | 10         |                                                                                             | [ 3 ] |
| Česko         | Ústí nad Labem   | článek | 2009–2017        | 5          |                                                                                             | [ 4 ] |
| Maďarsko      | Segedín          | článek | ?                | 18         | označeny jako 15TrM, některé vozy byly pro Segedín modernizovány již v Českých Budějovicích | [ 5 ] |

### České Budějovice
V letech 2000–2011 bylo modernizováno 35 vozů, další 4 vozy byly modernizovány pro SZKT Szeged. V letech 2009–2010 bylo odprodáno 5 již modernizovaných vozů do Segedína.

### Segedín
Celkem bylo v Segedíně modernizováno 14 vozů. Další 4 vozy byly modernizovány v Českých Budějovicích. V letech 2009–2010 bylo zakoupeno 5 již modernizovaných vozů z Českých Budějovic. Jeden z těchto vozů byl následně odprodán do Ústí nad Labem.

### Ústí nad Labem
V letech 2009–2017 bylo pro DP Ústí nad Labem zmodernizováno celkem 5 vozů, z toho 2 vozy v SZKT Szeged a 2 vozy ve společnosti ACIER. Další vůz byl zakoupen v roce 2011 ze Segedína.

## Historické vozy
| Původní provoz | Evidenční číslo | Současný majitel | Typ   | Rok výroby | Historický od roku | Poznámka | Zdroj |
| -------------- | --------------- | ---------------- | ----- | ---------- | ------------------ | -------- | ----- |
| Brno           | 3501            | TMB              | 15TrR | 1990       | 2017               |          | [ 6 ] |